# Enzan
Enzan (塩山市 Enzan-shi?) a fost un municipiu din Japonia, prefectura Yamanashi. La 1 noiembrie 2005, în rezultatul comasării municipiului Enzan cu orașul Katsunuma și satul Yamato din districtul Higashiyamanashi, a fost creat municipiul Kōshū.